# Schreibberatung
Der Begriff Schreibberatung bezeichnet ein Unterstützungsangebot für Schreibende, das der Rat suchenden Person einen Raum für den Austausch über ihr Schreibprojekt bietet. Damit beschreibt Schreibberatung eine freiwillige, kurzfristige soziale Interaktion zwischen Ratsuchendem und Schreibberater. Das unmittelbare Ziel der Schreibberatung ist es, gemeinsam mit der Rat suchenden Person, ein aktuelles Schreibproblem zu identifizieren, Lösungswege zu finden und eine Entscheidungshilfe zu erarbeiten, mit der das aktuelle Schreibproblem bewältigt werden kann. Das übergeordnete Ziel besteht darin, die Rat suchende Person darin zu unterstützen, ihre Schreibkompetenz zu entwickeln. Zur Erreichung dieser Ziele regt die beratende Person zur Selbstreflexion an und vermittelt Schreibwissen. Außerdem können in der Schreibberatung Fertigkeiten eingeübt werden.
Schreibberatung findet häufig an Hochschulen statt, ist jedoch auch an Schulen und im privatwirtschaftlichen Sektor zu finden. An Hochschulen ist Schreibberatung oft ein Teil des Angebots von Schreibzentren.

## Warum Schreibberatung?
Schreiben ist eine wichtige Kompetenz, die Voraussetzung für den Erfolg im Studium, aber auch in vielen Berufen ist. Gleichzeitig ist es der Erwerb dieser Kompetenz nicht mit dem Schulabschluss abgeschlossen. Stattdessen wird Schreibkompetenz über das gesamte Leben hinweg weiterentwickelt. Gerade in den Übergängen zu neuen Qualifikationsstufen (Schule zu Hochschule, Master zu Promotion, Hochschule zu Beruf) wird das Schreiben immer wieder neu als schwierig oder überfordernd erlebt. Zugleich ist aber auch jedes einzelne Schreibprojekt eine Herausforderung, in dessen Prozess es zahlreiche Probleme zu lösen gilt. Die beiden Schreibforscher Flower und Hayes bezeichnen deshalb Schreiben als Problemlöseprozess. In diesem anspruchsvollen Problemlöseprozess wird die Schreibberatung als wirksam und hilfreich erlebt.

## Aufgaben von Schreibberatung
Schreibberatung gilt als eine prozessorientierte Hilfe zur Selbsthilfe. Zu den Aufgaben von Schreibberatern in der Schreibberatung gehört es nach 
- aktiv zuzuhören und der Rat suchenden Person einen geschützten Raum für ihr Anliegen zu geben
- Schreib- und Leseprozesse bewusst zu machen
- Lese- und Schreibtechniken zu erarbeiten
- Schreibstrategien bewusst zu machen,
- Leseweisen und Lesemodi bewusst zu machen
- Stärken der Schreibenden aufbauen und Schwächen abbauen zu helfen
- Textfeedback zu geben.

## Prinzipien der Schreibberatung
Im Idealfall sollte Schreibberatung überwiegend nicht-instruierend (auch non-direktiv), lösungs- und ressourcenorientiert, person- und kontextorientiert und ergebnisoffen sein. Eingesetzt werden Gesprächsführungstechniken, die aus anderen Beratungssettings bekannt sind, wie Aktives Zuhören, Fragenstellen, Paraphrasieren und Zusammenfassen. Direkte Eingriffe in den Text gehören nicht dazu. Damit unterscheidet sich Schreibberatung von anderen Interaktionen, die im Schreibprozess relevant sind, wie Lektorat und Korrekturlesen. Zur Qualitätssicherung sollte Schreibberatung durch Super- und/oder Intervision kontinuierlich begleitet und reflektiert werden.

## Weiterführende Literatur
- Ballweg, Sandra (Hrsg.) (2016): Schreibberatung und Schreibförderung: Impulse aus Theorie, Empirie und Praxis. Frankfurt am Main.
- Girgensohn, Katrin (2017): Von der Innovation zur Institution. Institutionalisierungsarbeit an Hochschulen am Beispiel der Leitung von Schreibzentren. Bielefeld.
- Grieshammer, Ella (2018): Textentwürfe besprechen. Analysen aus der akademischen Schreibberatung. Bielefeld.
- Grieshammer, Ella; Peters, Nora (2014): Peer Tutoring. Antworten für Skeptiker. In Dreyfürst, Stephanie & Sennewald, Nadja (Hrsg.) (2014): Schreiben. Grundlagentexte zur Theorie, Didaktik und Beratung. Opladen & Toronto, Verlag Barbara Budrich, S. 438–444.